# Yasser Triki
Yasser Mohamed Tahar Triki (in arabo ياسر محمد الطاهر تريكي‎?; Costantina, 24 marzo 1997) è un triplista e lunghista algerino, primatista nazionale del salto triplo outdoor e indoor.

## Palmarès
| Anno | Manifestazione                    | Sede         | Evento         | Risultato | Prestazione | Note                                     |
| ---- | --------------------------------- | ------------ | -------------- | --------- | ----------- | ---------------------------------------- |
| 2013 | Mondiali allievi                  | Donec'k      | Salto in lungo | 7º        | 7,32 m      |                                          |
| 2013 | Mondiali allievi                  | Donec'k      | Salto triplo   | nm (q)    | nm (q)      |                                          |
| 2013 | Campionati arabi allievi          | Il Cairo     | Salto in lungo | Oro       | 7,28 m      |                                          |
| 2013 | Campionati arabi allievi          | Il Cairo     | Salto triplo   | Oro       | 15,06 m     |                                          |
| 2014 | Giochi panafricani giovanili      | Gaborone     | Salto in lungo | Oro       | 7,63 m      |                                          |
| 2014 | Giochi panafricani giovanili      | Gaborone     | Salto triplo   | Bronzo    | 15,23 m     |                                          |
| 2014 | Mondiali juniores                 | Eugene       | Salto in lungo | Finale    | dns         |                                          |
| 2014 | Giochi olimpici giovanili         | Nanchino     | Salto in lungo | nm        | nm          |                                          |
| 2015 | Campionati africani juniores      | Addis Abeba  | Salto in lungo | Bronzo    | 7,39 m      |                                          |
| 2016 | Campionati arabi juniores         | Tlemcen      | Salto in lungo | Oro       | 7,43 m      |                                          |
| 2016 | Campionati arabi juniores         | Tlemcen      | Salto triplo   | Oro       | 16,01 m     |                                          |
| 2016 | Campionati del Mediterraneo U23   | Tunisi       | Salto in lungo | 4º        | 7,58 m      |                                          |
| 2016 | Campionati del Mediterraneo U23   | Tunisi       | Salto triplo   | 6º        | 15,80 m     |                                          |
| 2016 | Mondiali juniores                 | Bydgoszcz    | Salto in lungo | 4º        | 7,81 m      | Miglior prestazione personale            |
| 2017 | Giochi della solidarietà islamica | Baku         | Salto in lungo | 14º       | 6,86 m      |                                          |
| 2017 | Giochi della solidarietà islamica | Baku         | Salto triplo   | 5º        | 16,14 m     |                                          |
| 2017 | Campionati arabi                  | Radès        | Salto in lungo | Oro       | 7,83 m      |                                          |
| 2017 | Campionati arabi                  | Radès        | Salto triplo   | Oro       | 16,63 m     |                                          |
| 2017 | Universiadi                       | Taipei       | Salto in lungo | Argento   | 7,96 m      |                                          |
| 2017 | Universiadi                       | Taipei       | Salto triplo   | 5º        | 16,60 m     |                                          |
| 2018 | Campionati africani               | Asaba        | Salto in lungo | 4º        | 8,01 m      |                                          |
| 2018 | Campionati africani               | Asaba        | Salto triplo   | Bronzo    | 16,78 m     |                                          |
| 2018 | Giochi del Mediterraneo           | Tarragona    | Salto in lungo | Argento   | 8,01 m      | Miglior prestazione personale stagionale |
| 2019 | Campionati arabi                  | Il Cairo     | Salto in lungo | Argento   | 7,97 m      |                                          |
| 2019 | Campionati arabi                  | Il Cairo     | Salto triplo   | Oro       | 16,50 m     |                                          |
| 2019 | Giochi panafricani                | Rabat        | Salto in lungo | Oro       | 8,01 m      |                                          |
| 2019 | Giochi panafricani                | Rabat        | Salto triplo   | Argento   | 16,71 m     |                                          |
| 2019 | Mondiali                          | Doha         | Salto triplo   | 20º (q)   | 16,62 m     |                                          |
| 2019 | Giochi mondiali militari          | Wuhan        | Salto in lungo | Bronzo    | 8,08 m      |                                          |
| 2019 | Giochi mondiali militari          | Wuhan        | Salto triplo   | Bronzo    | 17,08 m     |                                          |
| 2021 | Campionati arabi                  | Radès        | Salto in lungo | Oro       | 7,96 m      |                                          |
| 2021 | Campionati arabi                  | Radès        | Salto triplo   | Oro       | 17,26 m     |                                          |
| 2021 | Giochi olimpici                   | Tokyo        | Salto triplo   | 5º        | 17,43 m     | Record nazionale                         |
| 2022 | Mondiali indoor                   | Belgrado     | Salto triplo   | 10º       | 16,42 m     |                                          |
| 2022 | Campionati africani               | Saint Pierre | Salto triplo   | Bronzo    | 16,58 m     | w                                        |
| 2022 | Giochi del Mediterraneo           | Orano        | Salto triplo   | Oro       | 17,07 m     | Miglior prestazione personale stagionale |
| 2022 | Giochi del Mediterraneo           | Orano        | Salto in lungo | Bronzo    | 7,80 m      | Miglior prestazione personale stagionale |
| 2023 | Mondiali                          | Budapest     | Salto triplo   | 5º        | 17,01 m     |                                          |
| 2024 | Mondiali indoor                   | Glasgow      | Salto triplo   | Argento   | 17,35 m     | Miglior prestazione personale stagionale |
| 2024 | Giochi panafricani                | Accra        | Salto in lungo | Argento   | 7,83 m      |                                          |
| 2024 | Giochi olimpici                   | Parigi       | Salto triplo   | 9º        | 17,22 m     |                                          |